# Meng Ao
Meng Ao (蒙驁; Méng Ao), död 240 f.Kr., var en kinesisk general och minister i riket Qin under perioden De stridande staterna. Meng Ao kom ursprungligen från staten Qi, men emigrerade till Qin för att tjäna kung Zhaoxiang. Meng Ao var far till Meng Wu och farfar till Meng Tian.
År 285 f.Kr. stred han tillsammans med sin son Meng Wu mot Qi.  Under kung Zhaoxiang utsågs Meng Ao till minister i Qin.
Under kung Zhuangxiangs första år som regent, 249 f.Kr., utsågs Meng Ao till general i Qin varefter han attackerade staten Han, intog Chenggao och Xingyang och inrättade Sanchuan-provinsen ('tre floder'). Året efter attackerade Meng Ao staten Zhao och intog 37 städer  och erövrade det som idag är Shanxiprovinsen från Zhao. 242 f.Kr., under kejsare Qin Shi Huangdis tredje år som regent, anföll Meng Ao staten Han och intog 20 städer. Därefter anföll Meng Ao staten Wei och upprättade Dong-provinsen.
Meng Ao avled 240 f.Kr.